# Nová Lesná
Nová Lesná és un poble i municipi d'Eslovàquia. Es troba a la regió de Prešov, al nord del país.

## Història
La primera referència escrita de la vila data del 1315.

## Demografia
| Godina             | 1994 | 2004    | 2014   | 2024   |
| ------------------ | ---- | ------- | ------ | ------ |
| Nombre de persones | 1200 | 1522    | 1556   | 1646   |
| Diferència         |      | +26,83% | +2,23% | +5,78% |

| Godina             | 2023 | 2024   |
| ------------------ | ---- | ------ |
| Nombre de persones | 1649 | 1646   |
| Diferència         |      | −0,18% |